# Sassacus sexspinosus
Sassacus sexspinosus är en spindelart som först beskrevs av Lodovico di Caporiacco 1955.  Sassacus sexspinosus ingår i släktet Sassacus och familjen hoppspindlar. Inga underarter finns listade i Catalogue of Life.